# Jámy
Jámy (en allemand : Jamny) est une commune du district de Žďár nad Sázavou, dans la région de Vysočina, en République tchèque. Sa population s'élevait à 625 habitants en 2020.

## Géographie
Jámy se trouve à 6 km au sud-est du centre de Žďár nad Sázavou, à 33,5 km au nord-est de Jihlava et à 129 km au sud-est de Prague.
La commune est limitée par Žďár nad Sázavou au nord, par Nové Město na Moravě à l'est, par Obyčtov au sud, et par Sazomín et Vatín à l'ouest.

## Histoire
La première mention écrite de la localité date de 1252.

## Transports
Par la route, Jámy se trouve à 7 km de Žďár nad Sázavou, à 42,5 km de Jihlava et à 150 km de Prague.